# Émilien Pelletier (biologiste)
Pour les articles homonymes, voir Émilien Pelletier et Pelletier (homonymie).
Émilien Pelletier est un chimiste et écotoxicologue québécois spécialiste de l'Arctique. Il milite par ailleurs très activement contre la militarisation du Pôle Nord.
Titulaire d'une Chaire de recherche du Canada en écotoxicologie moléculaire appliquée aux milieux côtiers froids, à l'Institut des Sciences de la Mer (ISMER) de Rimouski, rattaché à l'Université du Québec à Rimouski (UQAR). Ses travaux ont grandement contribué à la compréhension des phénomènes de bioaccumulation chez les grands mammifères.
Il a collaboré avec des chercheurs de France et d’Argentine à la mission scientifique du Sedna IV en Antarctique et est impliqué dans le Parc marin du Saguenay-Saint-Laurent.

## Œuvres
- Écotoxicologie moléculaire. Principes fondamentaux et perspectives de développement, en collaboration avec Peter G.C. Campbell et Francine Denizeau, Presses de l'Université du Québec, 2004,  (ISBN 978-2-7605-1258-0)[1]
- Précis d'écotoxicologue marine. Pour la suite de nos océans, Éditions Lavoisier Tec & Doc, 2023, (Prix Roberval 2023),  (ISBN 978-2-7430-2694-3)